# Jelena Belevskaja
Jelena Belevskaja (Jevpatorija, 11 oktober 1963) is een atleet uit de Sovjet-Unie en later Wit-Rusland, die gespecialiseerd was in het verspringen.
In 1987 behaalde Belevskaja een bronzen medaille op zowel de Europese als de wereldkampioenschappen indoor. Later dat jaar sprong zij in Brjansk een afstand van 7,39 meter, wat in 2017 nog de zesde beste sprong ooit in het outdoor-verspringen was. Dat jaar sprong ze met 7,14 meter op de Wereldkampioenschappen atletiek 1987 naar een zilveren medaille.
Op de Olympische Zomerspelen in 1988 nam Belevskaja deel aan het onderdeel verspringen. Ze eindigde op de vierde plek.
- World Athletics: 14355474